# Rima Eddali
 (avril 2012).
Si vous disposez d'ouvrages ou d'articles de référence ou si vous connaissez des sites web de qualité traitant du thème abordé ici, merci de compléter l'article en donnant les références utiles à sa vérifiabilité et en les liant à la section « Notes et références ».
Rima Eddali, surnommée « le petit chaperon rouge » (ريما الدالي), est une célibataire syrienne originaire de Lattaquié, âgée de 33 ans[Quand ?], connue pour ses revendications politiques.
Elle a étudié le droit à l'Université d'Alep et elle travaille dans un programme dénommé NGO Platform dont le but est d'aider les organisations non gouvernementales et la société civile : il est le fruit d'une partenariat entre le programme de développement de l'Organisation des Nations unies UNDP et le secrétariat général syrien de développement.
Elle s'est fait connaître après qu'une vidéo d'elle a circulé sur les réseaux sociaux, la montrant au milieu de la capitale syrienne Damas, devant le conseil du peuple brandissant une pancarte sur laquelle elle a écrit en arabe « stoppez les massacres .... On veut un État pour tous les Syriens », lors de la grande révolte syrienne,.
Elle a été arrêtée le 10 avril 2012 dans les locaux d'une section de services de renseignement sécuritaire à Damas et elle a été relâchée le jour même ou le lendemain. Elle n'a pas été torturée.
Un certain nombre de passants et des activistes ont été aussi interpellés après avoir pris sa défense lors de son arrestation. Ils ont été libérés par la suite.